# Fuel (banda)
Fuel es una banda estadounidense de rock formada por el guitarrista y compositor Carl Bell y el bajista Jeff Abercrombie en 1994. Sus canciones más exitosas son "Shimmer" de su primer álbum Sunburn, "Hemorrhage (In My Hands)", "Bad Day" de su segundo álbum Something Like Human, y "Falls on Me" del tercer álbum  Natural Selection.
Su álbum más reciente, Anomaly, fue lanzado en 2021.

## Historia

### Primeros años (1989-1996)
Fuel  se formó en 1989 en Brownsville, Tennessee por el guitarrista y compositor  Carl Bell y el baterista Jody Abbott. El cantante y guitarrista Brett Scallions se unió al grupo después de que Bell y el bajista Jeff Abercrombie lo vieran en un bar de Jackson, Tennessee en 1993, en ese mismo año, el tecladista y vocalista Erik Avakian se unió a la alineación y la banda se trasladó a Harrisburg, Pensilvania en 1994, donde tocaron en los bares underground del ámbito local de Pensilvania y en varias discotecas. Su primer EP, Porcelain fue lanzado en 1996 y se vendió bien a nivel local, generando una pequeña impronta con su primer radioéxito "Shimmer". La popularidad de dicho sencillo atrajo la atención de una de las disquera de Sony (Impront 550), que les ayudó a lanzar su segundo EP; Hazleton el año siguiente.

### Sunburn(1998-1999)
Al momento de firmar con Epic, la banda entró en los estudios de grabación de Longview Farm en Massachusetts, junto con el productor Steven Haigler y el baterista Jonathan Mover debido a problemas con Abbott. El álbum debut de la banda, Sunburn, salió en 1998. "Shimmer" se incluyó otra vez y casi se convirtió en un Top 40, mientras que los otros sencillos ("Bittersweet", "Jesus or a Gun", y "Sunburn") recibieron poco airplay. "Shimmer" y "Sunburn" también aparecen en el álbum en vivo con fines benéficos Live in the X Lounge. "Sunburn" también apareció en la película Scream 3, y la banda aportó la canción no-LP "Walk the Sky" a la película de 1998 Godzilla. La banda salió de gira en apoyo del lanzamiento, pero continuaron los problemas con Abbott. Una vez más, Mover, fue reclutado, esta vez para tocar la batería en la gira, mientras que la banda buscó a un baterista a tiempo completo para unirse. Cabe señalar que las notas de los temas de casete y el CD de "Sunburn" lista a los miembros de la banda como Carl Bell (guitarra), Brett Scallions (voz), Jeff Abercrombie (bajo), y Kevin Miller (batería), aunque Jonathan Mover se acredita con la reproducción de todos los tambores y la percusión en la grabación. La imagen de la banda incluye a Miller, aunque no tocó en la grabación.

### Something Like Human(2000-2002)
En 2000, Fuel volvió con su segundo álbum, Something Like Human, y alcanzó el Top 40 en los Estados Unidos con "Hemorrhage (In My Hands)" que alcanzó el puesto #30 en el de la revista Billboard.

### Natural Selection(2003-2005)
El tercer álbum de la banda,  Natural Selection recibe su nombre de la teoría de Darwin y fue lanzado en septiembre de 2003.

## Miembros

### Formación actual
- Aaron Scott - voz principal 2022-presente
- Andy Andersson - guitarra, teclados, coros (2011–presente)
- Brad Stewart - guitarra bajo (2010–presente)
- Ken Schalk - batería, percusión (2010–presente)

### Exmiembros
- Yogi Lonich - guitarra, coros (2010, 2011)
- Jasin Todd -  guitarra (2010)
- Toryn Green - voz (2006–2010)
- Carl Bell -  guitarra, teclados, coros (1993–2010)
- Jeff Abercrombie - bajo guitarra (1993–2010)
- Tommy Stewart - batería, percusión (2006–2010)
- Kevin Miller - batería, percusión (1998–2004)
- Jonathan Mover - batería, percusión (1997–1998)
- Jody Abbott - batería, percusión (1993–1997) (como Small the Joy y Fuel)
- Erik Avakian - teclado (1993–1996) (como Small the Joy)

### Los miembros de Touring
- Rev Jones - guitarra bajo (2004)[2]
- Tommy Stewart - batería (2005)
- Ronny Paige - batería (2007–2008)
- Jonathan Mover - batería (2011)

## Discografía
- 1998: Sunburn
- 2000: Something Like Human
- 2003: Natural Selection
- 2007: Angels & Devils
- 2014: Puppet Strings
- 2021: Anomaly